# Kunstjahr 1761
Liste der Kunstjahre

1757 | 1758 | 1759 | 1760 | Kunstjahr 1761 | 1762 | 1763 | 1764 | 1765 | ► | ►►

Weitere Ereignisse
Dieser Artikel behandelt das Kunstjahr 1761.

## Ereignisse
Ausgestattet mit einem Empfehlungsschreiben Maria Theresias, zieht Bernardo Bellotto, genannt Canaletto, im Jänner von Wien weiter nach München, wo er auf den sächsischen Thronfolger Friedrich Christian von Sachsen trifft, der bei seinem Schwager, Kurfürst Maximilian III. Joseph von Bayern, Zuflucht gesucht hat. Vermutlich das Thronfolgerpaar lässt zwei Ansichten von Schloss Nymphenburg malen, in dem ab diesem Jahr die Bayerische Porzellanmanufaktur untergebracht wird. Die Gemälde werden später dem Kurfürsten zum Geschenk gemacht. Ein weiteres Bild Canalettos zeigt ein Panorama von München. Ende des Jahres kehrt Bellotto dann in das kriegszerstörte Dresden zurück. 

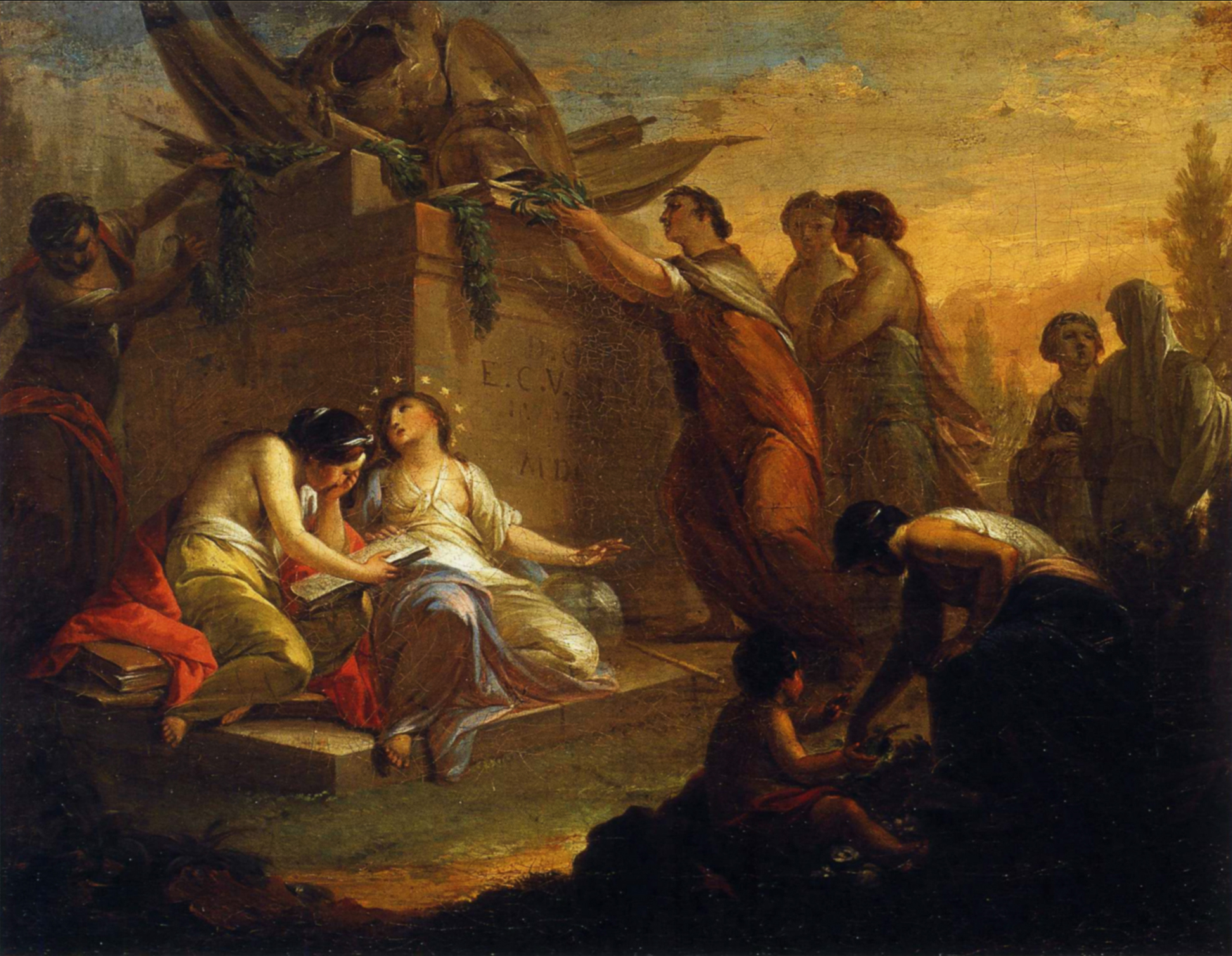
Adam Friedrich Oeser: Denkmal Ewald Christian von Kleist
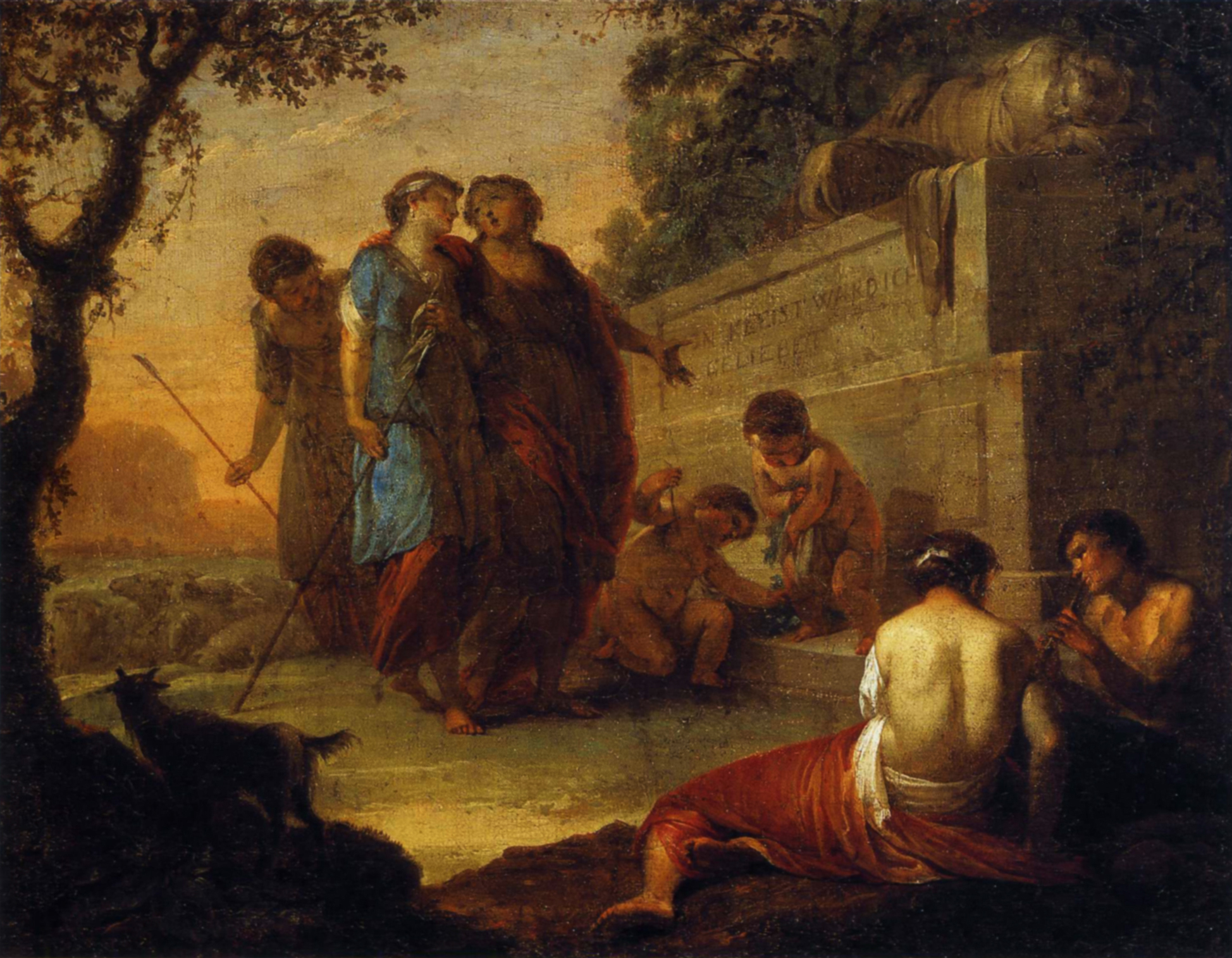
Adam Friedrich Oeser: Denkmal „Von Kleist ward ich geliebet“

## Geboren

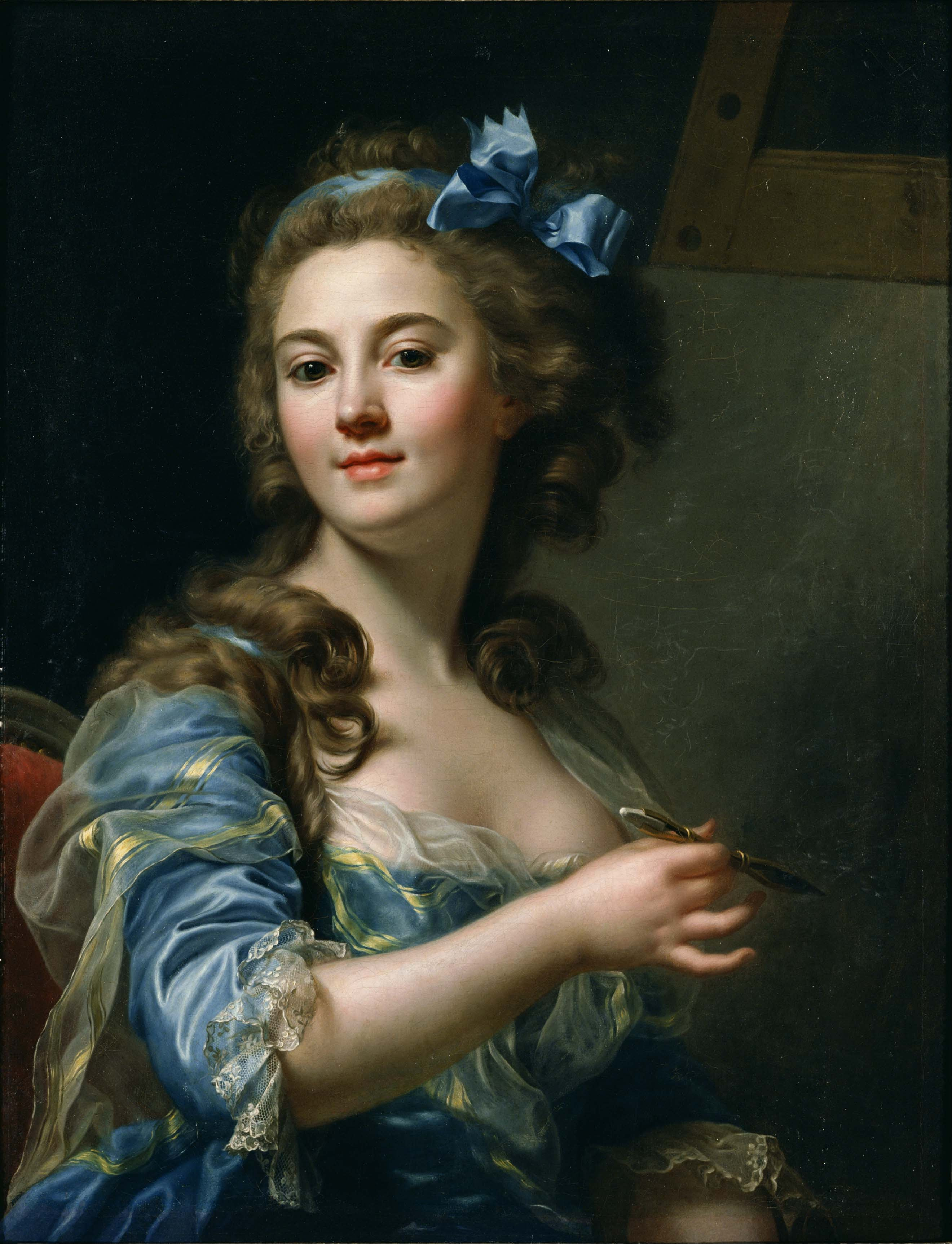
Marie-Gabrielle Capet (1761–1818)

- 24. Januar: Johann Christian Reinhart, deutscher Maler, Zeichner und Radierer († 1847)
- 07. Juni: John Rennie, schottischer Bauingenieur († 1821)
- 08. Juni: Niels Heidenreich, dänischer Uhrmacher und Dieb der Goldhörner († 1844)
- 15. Juni: Sebastian Vitus Schlupf, deutscher Bildhauer († 1826)
- 05. Juli: Louis-Léopold Boilly, französischer Maler und Lithograph († 1845)
- 06. September: Marie-Gabrielle Capet, französische Malerin († 1818)
- 21. Oktober: Louis Albert Guislain Bacler d’Albe, französischer Militärtopograph und Landschaftsmaler († 1824)
- Dezember: Marie Tussaud, französische Wachsbildnerin und Gründerin von Madame Tussauds in London († 1850)

## Gestorben
- 13. Januar: Franz Christoph Janneck, österreichischer Maler (* 1703)
- 25. März: Salomon Kleiner, bayrischer Architekturzeichner und -stecher (* 1700)
- 01. Juni: Jean Nicolas Jadot de Ville-Issey, lothringischer Architekt (* 1710)
- 21. Juli: Louis Galloche, französischer Maler (* 1670)
- 18. August: François Gaspard Adam, französischer Bildhauer des Rokoko (* 1710)
- 07. September: Johann Wolfgang Baumgartner, österreichisch-deutscher Rokokomaler (* 1702)
- 10. Dezember: Johann Georg Plazer, Tiroler Barockmaler (* 1704)